# Splenomegalija
Splenomegalíja pomeni v medicini povečanost vranice. Vranica normalno leži v levem zgornjem kvadrantu trebuha. Pri odrasli osebi ima vranica normalno maso od 70 do 200 mg, kraniokavdalna dolžina pa meri do 12 cm. Splenomegalija pomeni povečanje velikosti ali mase vranice. Povečana vranica pogosto ne povzroča simptomov, lahko pa so prisotni bolečina in občutek polnosti v levem zgornjem delu trebuha po obroku, nagnjenost h kravitvam, pogoste okužbe ... Skoraj izključno gre za sekundarni bolezenski znak kakšne druge bolezni. Vzroki so lahko številni ... Povzročajo jo lahko na primer jetrne bolezni (hepatitis, ciroza), rakave bolezni krvi (limfomi, levkemije, mieloproliferativne motnje), venska tromboza, okužbe (bakterijski endokarditis, HIV, malarija ...), bolezni vezivnega tkiva (revmatoidni artritis, sistemski eritematozni lupus ...), ciste ali zasevki v vranici, sarkoidoza, hemolitične anemije, Gaucherova bolezen itd. Zdravljenje je odvisno od vzroka. Kirurška odstranitev vranice (splenektomija) po navadi ni potrebna, je pa priporočljiva v nekaterih primerih.